# John Dooley
John Dooley (ur. 10 sierpnia 1934 w Galway, zm. 7 marca 2009 tamże) – irlandzki rugbysta grający na pozycji środkowego ataku, reprezentant kraju, działacz sportowy.
Związany był z klubem Galwegians RFC, z którym odnosił sukcesy w lokalnych rozgrywkach, dwudziestoczterokrotnie wybierany był także do zespołu reprezentującego region Connacht.
W Pucharze Pięciu Narodów 1959 rozegrał trzy spotkania dla irlandzkiej reprezentacji zdobywając jedno przyłożenie.
W sezonie 1971–1972 był prezesem Galwegians RFC.
Żonaty z Sheilą, synowie Shane, Neil, Cormac i Ian.